# Christian Rasmussen
Pour les articles homonymes, voir Rasmussen.
Christian Rasmussen, né le 19 janvier 2003 à Lyngby au Danemark, est un footballeur danois qui évolue au poste d'ailier droit au Fortuna Düsseldorf.

## Biographie

### En club
Né à Lyngby au Danemark, Christian Rasmussen est formé par le FC Nordsjælland où il joue dans les équipes de jeunes depuis les moins de 12 ans. Il quitte son pays natal à seulement 16 ans lors de l'été 2019 et rejoint le centre de formation de l'Ajax Amsterdam. Le transfert est annoncé dès le 6 février 2019,,. Il doit dans un premier temps intégrer l'équipe des moins de 17 ans de l'Ajax.
Rasmussen fait partie de l'équipe des moins de 19 ans de l'Ajax qui atteint les demi-finales de la UEFA Youth League lors de la saison 2019-2020.
C'est durant l'été 2021 que Rasmussen intègre pour la première fois l'équipe première de l'Ajax, alors dirigée par Erik ten Hag. Le jeune ailier de 18 ans participe en effet à la préparation d'avant-saison en jouant des matchs amicaux, où il fait bonne impression à son coach.
Lors de la saison 2021-2022, il s'impose avec le Jong Ajax, l'équipe réserve dirigée par John Heitinga, devenant un titulaire régulier de l'équipe, qui lutte alors pour le haut du tableau. Ses performances sont remarquées et il espère alors intégrer l'équipe première.
Il joue finalement son premier match avec l'équipe première de l'Ajax Amsterdam le 8 janvier 2023, lancé par Alfred Schreuder, qui a succédé à ten Hag. Ce jour-là les Ajacides affrontent le NEC Nimègue en championnat et Rasmussen entre en jeu en fin de match. Les deux équipes se neutralisent ce jour-là (1-1 score final). Le 25 avril 2023, Rasmussen prolonge son contrat avec l'Ajax, étant désormais lié au club jusqu'en juin 2027.
Le 1er septembre 2023, Rasmussen est prêté par l'Ajax au FC Nordsjælland pour la durée d'une saison. Il fait ainsi son retour dans son club formateur. Il espère se relancer alors qu'il a jusqu'ici très peu joué avec l'équipe première de l'Ajax, et continue d'espérer de s'y imposer, souhaitant avoir un rôle à jouer dès son retour à l'été 2024.
Rasmussen fait son retour à l'Ajax en juillet 2024 après une saison pleine à Nordsjælland. Il est cette fois intégré à l'équipe première par le nouvel entraineur ajacide, Francesco Farioli. Le danois joue les premiers matchs de la nouvelle saison en tant que titulaire avant qu'une une légère blessure aux ischio-jambiers l'écarte des terrains pendant quelques semaines. Il fait son retour dans le groupe le 21 août 2024.
Le 9 juillet 2025, Christian Rasmussen rejoint l'Ajax pour signer en faveur du club allemand du Fortuna Düsseldorf. Il opte pour le numéro 10.

### En sélection
Le 16 juin 2023, Christian Rasmussen joue son premier match avec l'équipe du Danemark espoirs contre la Lituanie. Les deux équipes se neutralisent ce jour-là (0-0). Le 7 septembre 2023 il marque son premier but avec les espoirs, contre la France. Son équipe est toutefois battue par quatre buts à un.